# 筑波耕一郎
筑波 耕一郎（つくば こういちろう、1939年 - 没年不明）は日本の推理作家。東京都生まれ。幻影城新人賞の最終候補となった短編「密室のレクイエム」（筑波孔一郎名義）でデビューした。

## 来歴
本名は鴨川浩幸。日本大学法学部卒。内外タイムス、内外スポーツ、夕刊ニッポンで新聞記者を務める。1975年に募集が開始された第1回幻影城新人賞小説部門に「密室のレクイエム」を投じ、受賞は逃したものの「推薦新人」の作として掲載され、デビューした。同じ回で同じく推薦新人としてデビューした作家に宮田亜佐がいる。この回の入選は村岡圭三、佳作は泡坂妻夫、田中文雄だった。
幻影城新人賞の受賞者を中心に結成された「影の会」のメンバー。『幻影城』に多数の短編を発表しており、幻影城ノベルスからも長編を3作品刊行している。

## 作品リスト

### 雑誌掲載
幻影城（筑波孔一郎名義）
- 密室のレクイエム （No.16、1976年4月号）
  - 『甦る「幻影城」Ⅲ 不朽の名作』（1998年3月、角川書店 カドカワ・エンタテインメント）に収録
- 懸賞小説 （No.17、1976年5月号）
- Aの悲劇 （No.19、1976年6月号）
- さかさ時計 （No.19、1976年6月号）
- 紙の罠 （No.23、1976年10月号）
- 遅れてきた密室・問題篇 （No.26、1977年1月号）
- 遅れてきた密室・解決篇 （No.28、1977年3月号）
- 死者の奢り （No.30、1977年5月号）
- くさや刑事鼻つまみ捜査ノート
  - 第一話・アリバイあげます （No.27、1977年2月号）
  - 第二話・足跡にご注意 （No.29、1977年4月号）
  - 第三話・毒だあ・すとっぷ （No.31、1977年6月号）
  - 第四話・浮気な窓 （No.33、1977年8月号）
  - 第五話・箱入り娘 （No.35、1977年10月号）
- 死者の汀 （No.43、1978年5月号）
- 魔女は紅い爪をもつ （No.44、1978年6・7月合併号）
- 死の配役 （No.47、1978年10月号）
- 自殺志願者 （No.50、1979年1月号）

### 単行本
筑波孔一郎名義
- 殺人（コロシ）は死の正装 （1976年8月、幻影城 〈幻影城ノベルス〉）
  - 1980年12月、角川文庫（筑波耕一郎名義）
- 死はわがパートナー （1977年9月、幻影城 〈幻影城ノベルス〉）
- 屍衣を着た夜 （1977年9月、幻影城 〈幻影城ノベルス〉）
- 幽霊は殺人がお好き -千坊家一族の愛憎 （2001年頃、大創産業 ダイソー・ミステリー・シリーズ6）

筑波耕一郎名義
- 危険を買った男 （1980年7月、角川文庫）ISBN 978-4-04-147701-4
- 毒だあ・すとっぷ （1983年1月、栄光出版社）ISBN 978-4-7541-8305-9
- 密室の木霊 （1986年7月、栄光出版社 エイコー・ノベルズ）ISBN 978-4-7541-8605-0）
- 空白の逆転殺人 （1987年4月、栄光出版社 エイコー・ノベルズ）ISBN 978-4-7541-8703-3
- 『謎解き』殺人事件 （1987年8月、栄光出版社 エイコー・ノベルズ）ISBN 978-4-7541-8707-1
- 1/60秒『謎解き』の死角 （1988年3月、栄光出版社 エイコー・ノベルズ）ISBN 978-4-7541-8801-6
- オリエント急行よ、止まれ （1995年11月、近代文藝社）ISBN 978-4-7733-4317-5

宍尾邦憲名義
- 乳児二重誘拐の謎 -血液型殺人事件 （2001年頃、大創産業 ダイソー・ミステリー・シリーズ5）
  - 『密室の木霊』（1986年、栄光出版社）と同一作品